# Keith Rothfus
Keith James Rothfus, né le 25 avril 1962 à Endicott, est un homme politique américain, élu républicain de Pennsylvanie à la Chambre des représentants des États-Unis de 2013 à 2019.

## Biographie
Keith Rothfus est originaire de l'État de New York. Après des études à l'université d'État de New York à Buffalo et à l'université Notre-Dame-du-Lac, il devient avocat. De 2006 à 2007, il travaille au département de la Sécurité intérieure.
En 2010, il se présente à la Chambre des représentants des États-Unis dans le 4e district de Pennsylvanie. Il remporte facilement la primaire républicaine face à l'ancienne procureure Mary Beth Buchanan, arrivant en tête des six comtés de la circonscription. Lors de l'élection générale, il est battu de justesse par le démocrate sortant Jason Altmire (en) (50,8 % des voix contre 49,2 %).
En mai 2011, alors même que les districts doivent être redessinés, il annonce qu'il se représentera contre Altmire en 2012. Dans le nouveau 12e district, Rothfus remporte la primaire républicaine tandis qu'Altmire est battu par son collègue Mark Critz. Les deux représentants démocrates ont été placés dans le même district par le redécoupage effectué par la législature de Pennsylvanie, à majorité républicaine,. L'élection est considérée comme l'une des plus disputées du pays. Rothfus est élu représentant avec 51,7 % des suffrages tandis que Mitt Romney remporte le district de 15 points. Il est réélu avec 59,3 % des voix en 2014 face au démocrate Erin McClelland.